# Antonio de Beatis
Antonio de Beatis, né au XVe siècle (probablement à Molfetta) et mort au XVIe siècle, est une personnalité italienne de la Renaissance. Il a été chanoine de Melfi et chapelain et secrétaire du cardinal Louis d'Aragon.

## Biographie
Antonio de Beatis est uniquement connu sous ce nom latin.
Il a retranscrit dans l'Itinerariole voyage de son maître à travers l'Europe en 1517 - 1518. Lors de celui-ci, Louis d'Aragon se rend en Allemagne, aux Pays-Bas pour y rencontrer le jeune roi des Espagnes Charles Quint, en France  où il séjourne à la cour de François Ier et rencontrera Léonard de Vinci ainsi qu'au nord de l'Italie.
À la mort de Louis d'Aragon en 1519, Don Antonio de Beatis décide de rédiger le récit de ce voyage en 1521, à partir des notes qu'il a prises trois ans auparavant. Ce témoignage nous donne une vision inédite de la France vue par les Italiens au début du XVIe siècle et permet de cerner la personnalité du cardinal Louis d'Aragon, voyageur princier de la Renaissance, passionné de chasse et de musique.